# Claudio Lucchin
Claudio Lucchin (Bolzano, 15 marzo 1959) è un architetto italiano.

## Biografia
Claudio Lucchin (Bolzano, 1959) si laurea all’Istituto Universitario di Architettura di Venezia (IUAV) nel 1984. Dopo la laurea si occupa di industrial e graphic design e partecipa alla progettazione di alcuni allestimenti teatrali.
Nel corso del 1987 apre il proprio studio professionale a Bolzano. Nel 2004 con Angelo Rinaldo e Daniela Varnier, fonda “Claudio Lucchin e architetti associati”, che si occupa di progettazione architettonica e urbanistica.

## Architettura
Claudio Lucchin partecipa a vari concorsi di architettura, di cui molti premiati.
Nel 2016 vince il concorso internazionale per l’Headquarter CAP a Milano.
Nel gennaio 2008 vince il concorso internazionale per la realizzazione del nuovo Parco Scientifico e Tecnologico NOI Techpark sulle aree ex Alumix ed ex Magnesio nella zona industriale di Bolzano con Chapman Taylor architetti. Tra il 2001 e il 2006 è stato impegnato nella progettazione e realizzazione di due Palazzi del Ghiaccio per le Olimpiadi Invernali di Torino del 2006 (il primo è il Palasport Tazzoli a Torino, il secondo è il palaghiaccio olimpico di Torre Pellice). Nel 2004 vince il concorso per il nuovo Termovalorizzatore di Bolzano. Nel 2001 il concorso per il Museo della tessitura di Soraga (TN) e nel 1999 vince la sistemazione del Comparto scolastico Don Bosco-Montecassino a Bolzano. Nel 1991 vince il concorso internazionale per la progettazione della nuova Fiera di Bolzano e l’appalto concorso per la realizzazione del Palazzo del Ghiaccio sempre a Bolzano.
Lo studio ha progettato e realizzato numerose altre opere, in particolare nel campo dell’edilizia scolastica (un esempio su tutti la scuola professionale Hannah Arendt di Bolzano, 2013). L’edificio scolastico risulta completamente ipogeo, 4 piani interrati, data la volontà di non turbare il contesto architettonico dell’ex convento dei frati cappuccini.

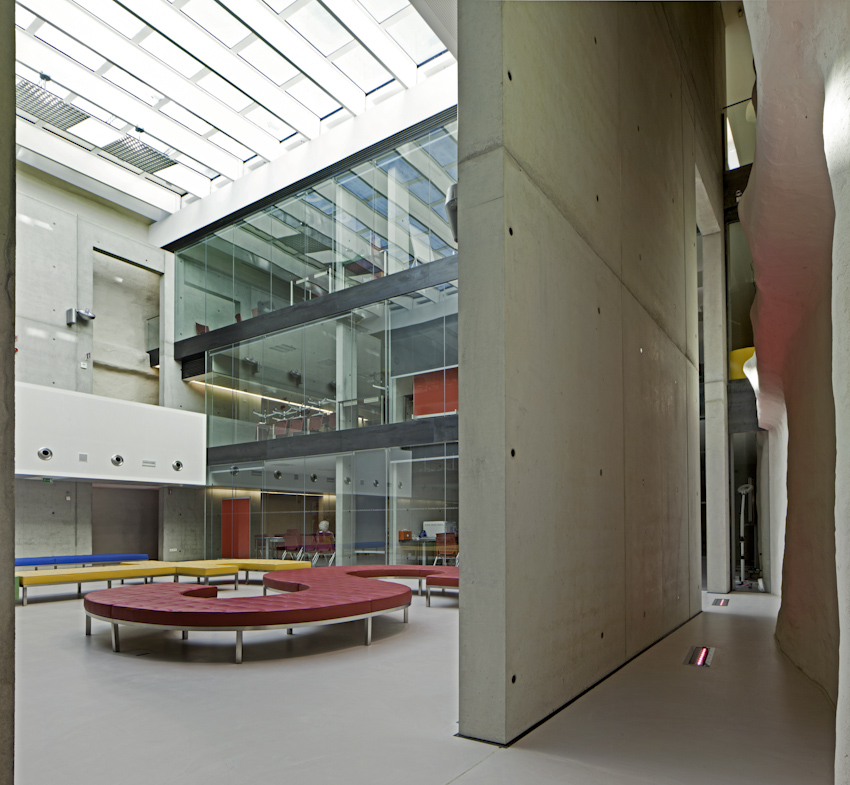
Scuola per le professioni sociali Hannah Arendt a Bolzano, foto ORCH

A livello urbanistico ha steso il Piano di attuazione per l’area ex Aluminia nella zona industriale di Bolzano ed il Masterplan per l’area di San Pellegrino in val di Fassa (Trento). Nel corso del 2007 è stato consulente del Comune di Bolzano, per la rielaborazione del nuovo Piano urbanistico.
Nel 1996 a Murau in Austria gli viene assegnato il GULAM AWARD per il Palazzo del Ghiaccio di Bolzano, nel 2007 una menzione speciale per il Palaghiaccio di Torre Pellice dal Comitato Olimpico Internazionale e dalla IAKS (International Association for Sports and Leisure Facilities), nel 2012 una menzione speciale al Premio d’architettura Città di Oderzo per il Centro Rosenbach a Bolzano e nel 2014 il premio “Agibile e Bella”, promosso dal MIBACT, per la scuola Hannah Arendt di Bolzano.
In parallelo all’attività di progettazione e direzione lavori “Claudio Lucchin e architetti associati” si occupa di ricerca, un esempio su tutti MIA (Modulazione innovazione degli ambienti), un modulo abitativo di 60 metri quadrati capace di offrire lo stesso comfort di una casa ampia 110 m².

## Principali progetti
- Gruppo CAP headquarter, Milano, 2019
- Alloggi protetti per anziani, Bolzano, 2019
- Polo scientifico e tecnologico “NOI TechPark”, Bolzano, 2018
- Nuova scuola di Colognola ai Colli, Verona, 2018
- Centro famiglie, Lampedusa, 2016
- Archimod, Bolzano, 2016
- MIA (Modulazione innovazione degli ambienti), 2013
- Ampliamento ipogeo della scuola per le professioni sociali Hannah Arendt, Bolzano, 2013
- Ristrutturazione ex Camera di Commercio, Bolzano, 2009
- Convitto e asilo nido nel centro di quartiere Rosenbach, Bolzano, 2009
- Nuovo Liceo Sigonio, Modena, 2008
- Nuovo Liceo Scientifico, Suzzara, 2007
- Nuovo Termovalorizzatore, Bolzano, 2012
- Polo Direzionale e commerciale Centrum, 2006
- Ampliamento della Scuola elementare Don Bosco, Bolzano, 2007
- Palazzo del ghiaccio olimpico, Torre Pellice, 2005
- Palazzo olimpico del ghiaccio di Corso Tazzoli, Torino, 2005
- Complesso artigianale Torricelli, Bolzano, 2005
- Ampliamento scuola per le professioni sociali nel convento dei Cappuccini, Bolzano, 2003
- Palazzo della formazione, Modena, 2003
- Ristrutturazione e ampliamento asilo nido e scuola materna ex omni, Bolzano, 2003
- Nuovo albergo fiera a Bolzano, 2003
- Complesso direzionale e produttivo Galvani Centre, 2001
- Nuova stazione Bolzano fiera a Bolzano sud, 1998
- Nuovo quartiere fieristico di Bolzano sud, 1998
- Casa Stevanin, San Genesio Atesino (Bolzano), 1997
- Palazzo del ghiaccio, Bolzano, 1993

## Pubblicazioni
- ar-chi-tec-tu-ra, Jaca Book, 2009
- NOI TECHPARK, la fabbrica della ricerca, Electaarchitettura, 2018